# Biserica „Intrarea Maicii Domnului în Biserică” - Ovidenia din Focșani
Biserica „Intrarea Maicii Domnului în Biserică” – Ovidenia din Focșani este un monument istoric aflat pe teritoriul municipiului Focșani. În Repertoriul Arheologic Național, monumentul apare cu codul 174753.19.
Biserica cu hramul „Intrarea Maicii Domnului în Biserica”, cunoscuta sub numele de Ovidenia din Armeni a fost construita în veacul al-XVIII-lea de ctitorii locali care au dorit sa ramâna anonimi. Acest lacas de cult a fost îngrijit de boierii armeni, de unde si denumirea de Ovidenia din Armeni, devenind pe parcurs metoh al Manastirii Vizantea. Monumentul este construit pe tipul de plan în forma de cruce, cu pridvor, naos, pronaos si altar.Temelia este din piatra, peretii sunt din caramida cu mortar de var, iar acoperisul este din tabla. Altarul este despartit de naos de catapeteasma din zidarie in care se afla golurile usilor împaratesti si a celor diaconicesti. Peretii interiori sunt tencuiti si pictati în fresca, iar decoratia exterioara este realizata din stuc, caramida si mozaic.